# Landskrona
Landskrona è una città della Scania, contea della Svezia meridionale. È sede comunale ed ha una popolazione di circa 30 000 abitanti.

## Storia
La città fu fondata nel 1413 da Eric di Pomerania, per contrastare le basi della Lega anseatica.

## Geografia fisica
La cittadina affaccia sul mare nello stretto dell'Öresund, di fronte alle coste danesi. Si trova circa a metà strada fra Malmö ed Helsingborg.